# Temperaturna inverzija
Temperaturna inverzija oziroma temperaturni obrat (tudi toplotni obrat, toplotna inverzija ali toplotni preobrat) je meteorološki pojav, ko temperatura zraka v troposferi z višino narašča.  Pojav pogosto spremlja plast megle, ki leži na dnu kotline, pozimi pa dež pri temperaturah pod ničlo in s tem tudi poledice. Ta vremenski pojav se večinoma pojavi v hladni polovici leta, ko se težji zrak uleže na dno kotlin, ravnin in kraških globeli in tam včasih vztraja tudi več tednov. Vlaga se v tem zraku  kondenzira, zato nastane pri tleh gosta plast megle, višje lege pa imajo sončno in toplejše vreme.